# Groot Artesisch Bekken

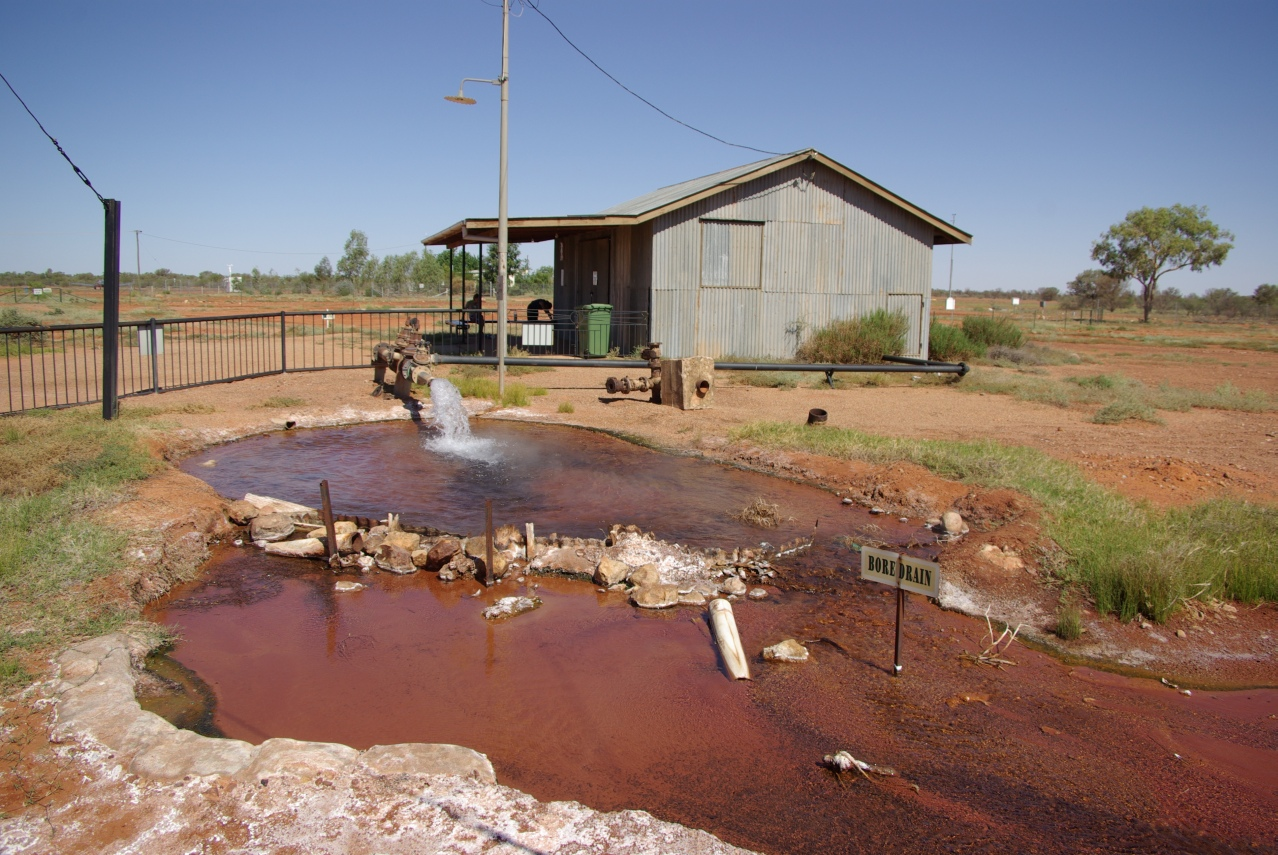
Een pomp die water oppompt uit het Groot Artesisch Bekken

Het Groot Artesisch Bekken (Engels: Great Artesian Basin) in Australië is het grootste ondergrondse waterreservoir ter wereld. Het werd in 1879 ontdekt en strekt zich over 23 % van Australische continent uit, te weten over een groot deel van Queensland, het noorden van New South Wales, het zuidoosten van het Noordelijk Territorium en het noordoosten van Zuid-Australië. De omvang wordt geraamd op 64.900 kubieke kilometer.
Door de ontdekking van het Groot Artesisch Bekken kon de veeteelt in het binnenland van Australië tot ontwikkeling worden gebracht. Het water uit artesische bronnen was bruikbaar voor het drenken van het vee. Het water heeft wel een relatief hoog zoutgehalte, waardoor het voor irrigatie van gewassen niet geschikt is.
Het gebruik is niet zonder problemen: door overmatige onttrekking zakt de grondwaterspiegel en kan zout water binnendringen, waardoor het water uit de bronnen voor decennia onbruikbaar wordt. Ook zijn er problemen met vervuiling door mijnbouw en vuilstorten.